# 波氏裸鳚
波氏裸鳚，為輻鰭魚綱鱸形目绵鳚亞目绵鳚科的其中一種，分布於北太平洋的千島群島及阿留申群島海域，屬底棲性魚類，棲息深度在水深0至4公尺，體長可達10公分，生活習性不明。

## 扩展阅读
維基物種上的相關：波氏裸鳚